# Aglossosia daressalmica
Aglossosia daressalmica är en fjärilsart som beskrevs av Embrik Strand 1922. Aglossosia daressalmica ingår i släktet Aglossosia och familjen björnspinnare. Inga underarter finns listade i Catalogue of Life.